# Briefe an Julia
Briefe an Julia ist ein US-amerikanischer Liebesfilm aus dem Jahr 2010 unter der Regie von Gary Winick mit Amanda Seyfried, Vanessa Redgrave und Christopher Egan in den Hauptrollen. Er erschien am 19. August 2010 in den deutschen Kinos. Der Film basiert auf dem Buch „Letters to Juliet“ (2006) von Lise Friedman und Ceil Friedman, welches das Phänomen der Briefe an Shakespeares berühmteste Heldin dokumentiert.

## Handlung
Sophie Hall ist eine junge amerikanische Journalistin, die für das New Yorker Magazine derzeit nur zum Recherchieren angestellt ist, doch eigentlich würde sie viel lieber selbst Artikel schreiben. Ihr Verlobter Victor, ein leidenschaftlicher Koch, will in sechs Wochen sein eigenes Restaurant eröffnen, deshalb beschließen sie, die verbleibende ruhige Zeit für eine Reise nach Italien zu nutzen, in sogenannte vorgezogene Flitterwochen.
In Verona, der Stadt der Verliebten, lässt sich Victor nicht sonderlich von der romantischen Atmosphäre inspirieren, vielmehr wird sein Hunger auf die kulinarischen Köstlichkeiten der Stadt und der Umgebung geweckt. Sophie kann sich hierfür aber nicht begeistern.
Sie erforscht die Stadt im Alleingang und stößt in einer versteckten Seitengasse auf den Hof, in dem der berühmte Balkon von Shakespeares Romanheldin liegt. Fasziniert betrachtet sie die große Anzahl von Frauen, die Briefe an Julia an die Wand heften und somit Rat in ihren unglücklichen Liebesbeziehungen erhoffen. Als am späten Nachmittag diese Nachrichten von der Italienerin Isabella eingesammelt werden und zum „Ufficio di Giulietta“ gebracht werden, folgt sie dieser und kann es kaum fassen, dort insgesamt vier Frauen – neben Isabella noch Francesca, Donatella und Maria – vorzufinden, die sich um die Briefe kümmern. Isabella erklärt Sophie, dass sie sich selbst „Sekretärinnen von Julia“ nennen und tatsächlich alle Briefe handschriftlich beantworten.
Nun ist auch ihre berufliche Neugier geweckt, insbesondere als ein im Gemäuer versteckter fünfzig Jahre alter Brief zum Vorschein kommt, von ihr beantwortet wird und prompt eine Woche später die Verfasserin Claire Smith-Wyman aus England erscheint.
Sie beschließt, Claire auf der Suche nach ihrer alten Liebe Lorenzo Bartolini zu begleiten, obwohl sie dabei wohl oder übel auch Claires Enkel Charlie Wyman mit seiner schroffen unfreundlichen Art ertragen muss. Er ist überzeugt, dass diese Reise falsche Erwartungen bei seiner Großmutter weckt und Sophie die Schuld für die unumgängliche Enttäuschung tragen wird.
Die Suche nach Lorenzo Bartolini erweist sich als alles andere als leicht und schnell, denn es gibt 74 Personen mit diesem Namen. Zwar weiß Sophie die Anzahl mit Hilfe von Ausschlussverfahren einzugrenzen, trotzdem sind sie viele Tage unterwegs. Während Claire die Suche frohen Mutes weiterführt, wird Charlie umgänglicher und freundlicher. Sophie und Charlie fühlen sich mit der Zeit immer mehr zueinander hingezogen. Er erzählt, dass Claire ihn aufgezogen hat, seit seine Eltern bei einem Autounfall ums Leben gekommen sind.
Doch an einer der zu suchenden Adressen ist der vermeintliche Lorenzo verstorben und aus Sorge um seine Großmutter wird Charlie gegenüber Sophie sehr ausfallend. Claire wiederum weist ihren Enkel zurecht, da er unwissentlich alte Wunden aus Sophies Kindheit aufgerissen hat, die in jungen Jahren von ihrer Mutter verlassen wurde. Nachdem wieder Frieden eingekehrt ist, entschließen sie sich gemeinsam, die Suche aufzugeben und nach Verona zurückzukehren. Am letzten gemeinsamen Abend liegen Sophie und Charlie gemeinsam unter dem Sternenhimmel und es kommt zu einem Kuss.
Am Tag darauf ist die Situation sehr angespannt. Um noch einmal gemeinsam an einer Weinprobe teilzunehmen, halten sie zufällig bei einem Weinberg an, wo Lorenzo Bartolinis Enkel, Sohn und schließlich auch er selbst arbeiten. Plötzlich kommen bei Claire Zweifel auf und sie teilt Charlie mit, dass sie gehen möchte. Doch als sie ihre alte Liebe auf einem Pferd angeritten kommen sieht, fällt sie Lorenzo glücklich in die Arme.
Kurz darauf fährt Sophie zurück. Claire hatte bemerkt, dass Sophie und ihr Enkel sich verliebt haben und weist diesen an, Sophie hinterherzufahren. Als er in Verona ankommt, sieht er jedoch am Balkon ihres Hotels, dass Sophie und Victor sich küssen und fährt tief enttäuscht zurück.
Die glückliche Wiedervereinigung dieser Liebenden nach fünfzig Jahren inspiriert Sophie zu ihrem ersten Zeitungsartikel, der auch in New York von ihrem Chefredakteur Bobby gelobt und somit veröffentlicht wird. Ihre Beziehung zu Victor, der sein Restaurant eröffnet, beendet sie allerdings, denn letztendlich hat sie in diesem Urlaub viel mehr Zeit mit anderen Dingen verbracht als mit ihrer Beziehung.
Sophie genießt ihren Erfolg und die Erkenntnis ihrer wahren Gefühle. So nimmt sie die Einladung zu Claires und Lorenzos Hochzeit voller Vorfreude an, um vor allem auch Charlie wiederzutreffen. Als sie bei der Hochzeit erscheint, muss sie feststellen, dass dieser mit Patricia gekommen ist. Nach der Trauung bittet Claire Sophie, den Brief, den sie an sie geschrieben hat und der so alles erst ermöglicht hat, vor Lorenzos versammelter Familie vorlesen zu dürfen. Freudentränen überkommen Sophie darüber, dass zwei Menschen sich nach so langer Zeit wiedergefunden haben und glücklich miteinander geworden sind. Doch als sie merkt, dass ihr dieses Glück verwehrt bleibt, verlässt sie fluchtartig die Veranstaltung. Charlie läuft ihr hinterher und findet sie wie im Roman „Romeo und Julia“ oben auf dem Balkon eines nahegelegenen Gebäudes wieder. Voller Trauer öffnet sie ihm ihr Herz und gesteht ihm ihre Liebe. Entgegen ihren Erwartungen stellt sich allerdings heraus, dass es sich bei der auf der Hochzeit anwesenden Patricia nicht um die gleichnamige Ex-Freundin Charlies, sondern um dessen Cousine handelt. Überglücklich darüber, dass Sophie nicht mehr verlobt ist, gesteht Charlie ihr ebenfalls seine Liebe. Als er an einer Weinranke zu ihr hochklettern will, stürzt er hinunter. Sophie geht zu ihm hinunter und sie küssen sich.

## Hintergrund

### Adaption
Die Produzentinnen Ellen Barkin und Carolin Kaplan entdeckten einen Artikel in dem Kulturteil der New York Times über das Buch „Letters to Juliet“ von Lise und Ceil Friedman, welches von der Geschichte dieser Briefe handelt. Sie waren davon so begeistert, dass sie sich sogleich die Rechte dazu sicherten, das Buch zu verfilmen. „Es ist so eine schöne Idee, dass offenherzige Menschen aus der ganzen Welt sich an diejenige wenden, die die wahre Liebe repräsentiert.“
Das Buch ist eine Mischung aus historischer Lektüre über die Stadt und die Geschichte selbst von Romeo und Julia und über die viel emotionaleren Briefe an Julia und die Menschen, welche diese Briefe geschrieben haben. Auch über die Art der Antworten, die sie erhalten haben mochten, welche vielleicht ihr Leben für immer verändert haben könnte.

### Produktion
Hugh Dancy war ursprünglich als männlicher Hauptdarsteller vorgesehen, doch wurde er schließlich durch Gael García Bernal ersetzt. Vanessa Redgrave und Franco Nero sind auch im wahren Leben seit 2006 miteinander verheiratet. Für Vanessa Redgrave hatten die Dreharbeiten in Italien eine besondere Bedeutung, da sie sich als junges Mädchen eine Weile in Italien aufhielt und das Land bereiste. Ashley Lilley spielt im Film eine kleine Rolle als Patricia, Charlies Cousine, die Sophie fälschlicherweise für Charlies Ex-Freundin hält, ist Amanda Seyfrieds beste Freundin und hat mit ihr 2008 in Mamma Mia! mitgewirkt. Sowohl in Briefe an Julia als auch in Mamma Mia! spielt Amanda Seyfrieds eine Rolle, die den Namen Sophie trägt.
Der Film wurde in New York City, Verona, Siena und Soave gedreht. Die Dreharbeiten in Italien erstreckten sich über einen Zeitraum von vier Monaten. Große Teile des Films wurden chronologisch gedreht. Während der Dreharbeiten wurde der Hof, in dem sich Julias Balkon befindet, vorübergehend geschlossen. Dies war das erste Mal, dass der Hof für Touristen nicht zugänglich war. Das Budget des Films wird auf rund 30 Millionen US-Dollar geschätzt.
Briefe an Julia war der letzte Film des Regisseurs Gary Winick, den er vor seinem Tod veröffentlichen ließ.
Bei den meisten der Nudeln, die eingangs des Films in Victors Küche zu sehen sind, handelt es sich um Gummibänder.

### Veröffentlichung
Am 25. April 2010 feierte der Film seine Premiere beim Tribeca Film Festival. Beim Newport Beach International Film Festival war er am 29. April 2010 zu sehen. In Australien und Neuseeland kam der Film am 13. Mai 2010 in die Kinos. Die Kinopremiere in den USA und Kanada erfolgte einen Tag später. Ab dem 19. August 2010 war der Film in den deutschen und Schweizer Kinos zu sehen.
Am Eröffnungswochenende wurden in den US-amerikanischen Kinos über 13,5 Millionen US-Dollar eingenommen. Insgesamt beliefen sich die Einnahmen in den USA auf über 53 Millionen US-Dollar.

### Der wahre „Club di Giulietta“
Die Menschen begannen etwa in den 1930er Jahren Briefe an Julia per Post zu schicken, doch schon seit dem späten 19. Jahrhundert wurden Nachrichten an ihrer Grabstelle hinterlassen. Grund dafür war Hollywood, denn 1936 drehte George Cukor seinen berühmten Film über Romeo und Julia. Der Film weckte ein großes Interesse an Julia und ihrer Geschichte. Ein damaliger Museumsdirektor aus Verona, Antonio Avena, wollte den Touristen, wenn sie nach Verona kamen, etwas bieten, das ihren Erwartungen entsprach. Er gestaltete das Haus der Julia in ein mittelalterliches Gebäude um. Es war vorher eine heruntergekommene Taverne. Er konstruierte einen Balkon aus Teilen eines Sarges aus dem 14. Jahrhundert, der entsprechenden Epoche. Er rekonstruierte auch ein gotisches Portal und ein Rosettenfenster, die er in die Fassade einfügte, so dass es mittelalterlich wirkte. Und während Avena damit beschäftigt war, das Gebäude zu gestalten, wurde ein Verwalter für Julias Grab angestellt, das oft besichtigt wurde. Dieser Verwalter, Ettore Solimani, war sehr theatralisch und erfinderisch und liebte die Legenden von Julia. Er verkaufte nicht nur Eintrittskarten und ließ die Touristen in das Grabmal ein, sondern begeisterte sie, pflanzte Rosenbüsche und trainierte sogar Tauben, die im Hof herumflogen und auf den Schultern der Leute landeten. Er erschuf eine sehr romantische Umgebung. Besucher fingen an, ihm Briefe zu schreiben, um mitzuteilen, wie schön es war. Und er antwortete ihnen und unterschrieb als „Julias Sekretär“.
Heutzutage werden alle Briefe zum „Club di Giulietta“ weitergeleitet, welches eine Organisation von etwa zehn Sekretären und Sekretärinnen ist. Sie sprechen verschiedene Sprachen und haben ihr Büro in Verona. Sie kümmern sich um den Briefverkehr. Sie teilen die Briefe nach ihren Interessen und ihrem Wissen auf. Jeder einzelne Brief bekommt eine handschriftliche Antwort und wird an den Absender zurückgesandt. Sie sehen sich in der Rolle einer Art Beichtvater. Sie versuchen zu helfen, indem sie freundlich und mit gesundem Menschenverstand antworten.
„Sie war mutig, darum wird sie bewundert. Sie war sehr stark, deswegen schreiben die Leute ihr. Sie verkörpert die Möglichkeit, dass man seinen Träumen folgen und tun kann, woran man wirklich glaubt.“

## Musik
Die Liste entstammt dem Soundtrack zum Film:
- You Got Me – Colbie Caillat
- Chianti Country
- Verona – Andy Georges
- Un Giorno Così – 883
- Per Avere Te – Franco Morselli
- Quando, Quando, Quando – Laura Jane (as Lisa Jane) und Chris Mann
- Variations On A Theme By Mozart (Magic Flute) Op. 9
- Sospesa – Malika Ayane and Pacifico
- Per Dimenticare – Zero Assoluto
- Sono Bugiarda (I’m A Believer) – Caterina Caselli
- Guarda Che Luna – Fred Buscaglione
- Love Story – Taylor Swift
- What If – Colbie Caillat

Caterina Casellis Titel Sono Bugiarda trägt zwar den Zusatz I’m A Believer, wäre jedoch aus dem Italienischen korrekt mit I’m a Liar zu übersetzen.

## Synchronisation
Die deutschsprachige Synchronisation entstand bei der Berliner Synchron nach einem Dialogbuch von Stephan Hoffmann, der auch die Dialogregie
übernahm.
| Schauspieler       | Rolle             | Synchronsprecher   |
| ------------------ | ----------------- | ------------------ |
| Amanda Seyfried    | Sophie            | Magdalena Turba    |
| Gael García Bernal | Victor            | Nico Mamone        |
| Christopher Egan   | Charlie           | Peter Lontzek      |
| Vanessa Redgrave   | Claire            | Judy Winter        |
| Oliver Platt       | Redakteur Bobby   | Frank-Otto Schenk  |
| Lidia Biondi       | Donatella         | Monica Bielenstein |
| Luisa Ranieri      | Isabella          | Melanie Pukaß      |
| Franco Nero        | Lorenzo Bartolini | Christian Rode     |

## Kritiken
„Briefe an Julia ist aller Emanzipation zum Trotz auf Romantik-versessene Frauen zugeschnitten, die ihren Action-liebenden Liebsten zu einer cineastischen Reise nach Verona, neben Paris die andere „Hauptstadt der Liebenden“, drängen. Retten kann sich der Film gerade so durch seine Darsteller, die Landschaftsaufnahmen und ein wenig Selbstironie.“
„In der Reihe unausweichlich netter Konsensthemen im Kino ist … das Briefeschreiben mit Füller und Tinte als das nächste große Ding der so genannten neuen Bürgerlichkeit thematisch noch geradezu unverbraucht. Besonders die lange Zeitspanne, die zwischen Verfassen und Lesen liegen kann, hat als Filmthema in der Twitter-Ära natürlich einen gewissen anachronistischen Reiz. In „Briefe an Julia“ erleben wir daher vielleicht eine kleine Konsensthemen-Wende: Gary Winicks Romanze um ein Paar in den vorgezogenen Flitterwochen kocht eine Liebe erst hoch, kühlt sie dann rasch ab und kümmert sich fortan vor allem ums herzerwärmende Briefeschreiben. Und das vor malerischer italienischer Kulisse, weg von den Spaghetti hin zu Shakespeare, so, als wäre seit „Romeo und Julia“ die Zeit stehen geblieben, wie die Mauer unter Julias angeblichem Balkon in Verona.“
„Briefe an Julia ist eine typisch romantische Komödie, mit allem was dazu gehört. Jedes Klischee wird bedient, das Ende ist vorhersehbar, Probleme gibt es keine, wenn, dann werden sie spielerisch überwunden. Die Frauen sind wunderschön, die Männer wahre Helden, das Geld scheint ihnen nie auszugehen – und das alles vor der atemberaubenden Landschaft der Toskana.“

## Auszeichnungen
Bei den Teen Choice Awards wurde Amanda Seyfried 2010 in der Kategorie Hauptdarstellerin in einer romantischen Komödie nominiert, während der Film eine Nominierung in der Kategorie Romantische Komödie erhielt. Vanessa Redgrave wurde bei den Satellite Awards im selben Jahr als beste Nebendarstellerin nominiert. Sie wurde zudem im Jahr 2011 bei den Saturn Awards als beste Nebendarstellerin nominiert.